# Mancenilheira
A mancenilheira (Hippomane mancinella) é uma árvore da família das euforbiáceas. O pai da taxonomia moderna, o sueco Linnaeus, deu esse nome a esta nociva árvore das Américas inspirando-se no filósofo grego Teofrasto (371 a.C.-287 a.C.), o qual já havia nomeado assim uma planta nativa da Grécia após descobrir que os cavalos ficavam loucos ao comê-la. É também conhecida como mancenilheira-da-areia ou mancenilheira-da-praia.
A mancenilheira é nativa na Florida, nos Estados Unidos, Baamas, Caraíbas (Guadalupe, Bonaire, Martinica, Antígua e Barbuda, Trinidad e Tobago, etc.), América Central (Honduras, Nicarágua, Panamá, etc) e até ao norte da América do Sul (Colômbia e Venezuela). Não ocorre no Brasil.

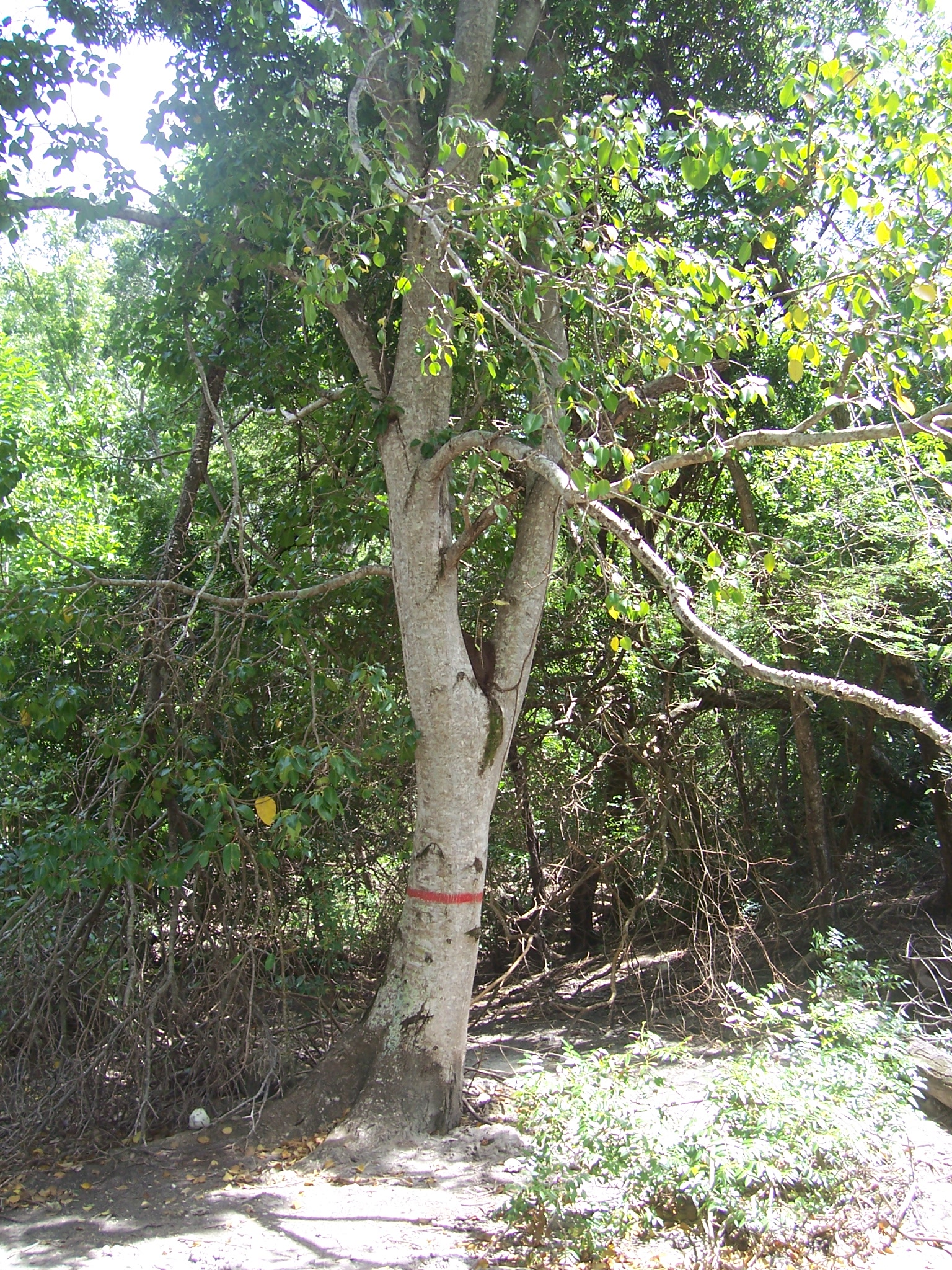
Vista da árvore assinalada a vermelho, avisando do perigo a turistas estrangeiros

## Descrição
A mancenilheira é uma árvore que pode atingir 20 metros de altura. Apresenta casca cinzenta, folhas verdes brilhantes e picos de pequenas flores esverdeadas. Seus frutos são semelhantes na aparência a uma maçã reineta, são verdes e esverdeado-amarelados quando maduros. As mancenilheiras podem ser encontradas perto das praias costeiras/litorâneas. São excelentes quebra-ventos naturais (apesar do seu perigo para os seres vivos) e as suas raízes estabilizam a areia, evitando a erosão costeira.
O nome em castelhano é manzanilla de la muerte (“pequena maçã da morte”), por ser considerada uma das árvores mais venenosas do mundo. Os seus frutos são venenosos, e a seiva da casca provoca queimaduras, cegueira (se entrar nos olhos) e até a morte.

## Toxicidade
As várias partes da árvore contêm toxinas fortes, algumas ainda não identificadas. A sua seiva contém forbol e outras substâncias irritantes para a pele, produzindo dermatites fortemente alérgicas. Ficar sob a árvore durante a chuva causa a formação de borbulhas na pele devido ao mero contacto com a água que escorre das folhas, e se as mãos forem colocadas nos olhos pode ocorrer cegueira temporária ou mesmo definitiva. A queima da árvore pode causar cegueira se a fumaça alcançar os olhos.
Em relação ao fruto diz-se que é fatal se comido, todavia "mortes por ingestão não são registadas na literatura moderna", mas a "ingestão pode produzir severas gastroenterites com hemorragias e choque. Pacientes com um histórico de ingestão e queimaduras na orofaringe ou sintomas gastrointestinais devem ser transportados para o hospital. O tratamento é de apoio." (Fonte: Poisonous Plants: A Handbook for Doctors, Pharmacists, Toxicologists, Biologists and Veterinarians de Dietrich Frohne e Hans Jürgen Pfänder. 2005).
Em vários locais, muitas mancenilheiras têm em seu redor um sinal de perigo (por exemplo em Curaçau, enquanto em outros locais são marcadas com uma cruz vermelha no tronco para indicar perigo. Nas Antilhas Francesas, (Martinica e Guadalupe), sobretudo, as árvores são muitas vezes marcadas com uma banda vermelha a um pé acima do solo. Em Bonaire, todavia, as árvores não apresentam qualquer sinal indicador de perigo.
A mancenilheira contém 12-deoxy-5-hydroxyphorbol-6gamma, 7alpha-oxide, hippomanins, mancinellin, e sapogenina, phloracetophenone-2,4-dimethylether está presente nas folhas, enquanto os frutos possuem fisostigmina.

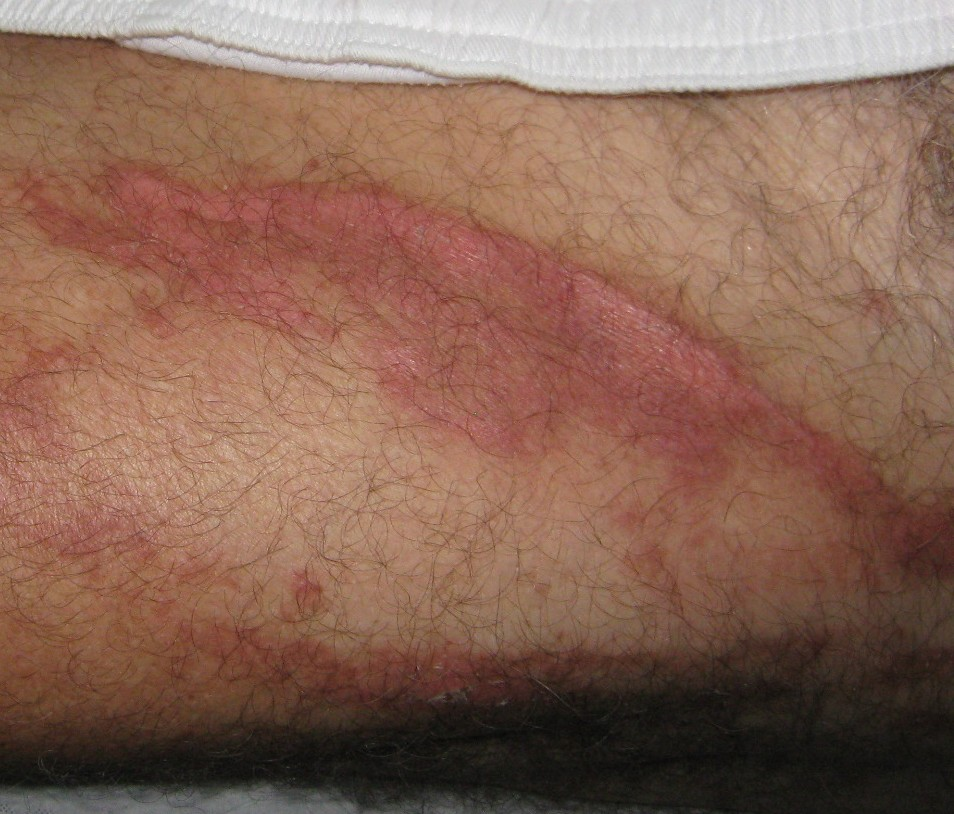
Queimadura ocasionada pelo contacto direto da pele com folhas de mancenilheira.

## História
Os Caribes usavam a seiva desta árvore nas setas contra os inimigos provocando uma morte lenta e dolorosa. Um cataplasma de Araruta era usado como antidoto pelos Arawaks e Taínos contra venenos de setas.  Os Caribes eram conhecidos por envenenar a água dos seus inimigos com folhas de mancenilheira. O explorador espanhol Juan Ponce de León foi golpeado por uma seta envenenada com seiva de mancenilheira durante uma batalha com os  Calusa, na Flórida, morrendo pouco depois.

## Conservação
A mancenilheira é uma espécie em perigo de extinção no estado da Flórida.